# Strada principale 6
La strada principale 6 è una delle strade principali della Svizzera.

## Percorso
La strada n. 6 è definita dai seguenti capisaldi d'itinerario: "(Belfort) - Porrentruy - Delémont - Biel - Studen - Worben - Lyss - Zollikofen - Worblaufen - Papiermühlestrasse - Berna - Muri - Münsingen - Thun - Spiez - Interlaken - Brienz - Meiringen - Innertkirchen - Guttannen - passo del Grimsel - Gletsch".